# دندروگرام

دندروگرام از خوشه‌بندی سلسله مراتبی (UPGMA) با ارتفاع نودها (UPGMA) با داده‌های توالی باکتری 5S rRNA شناسایی شدند.).

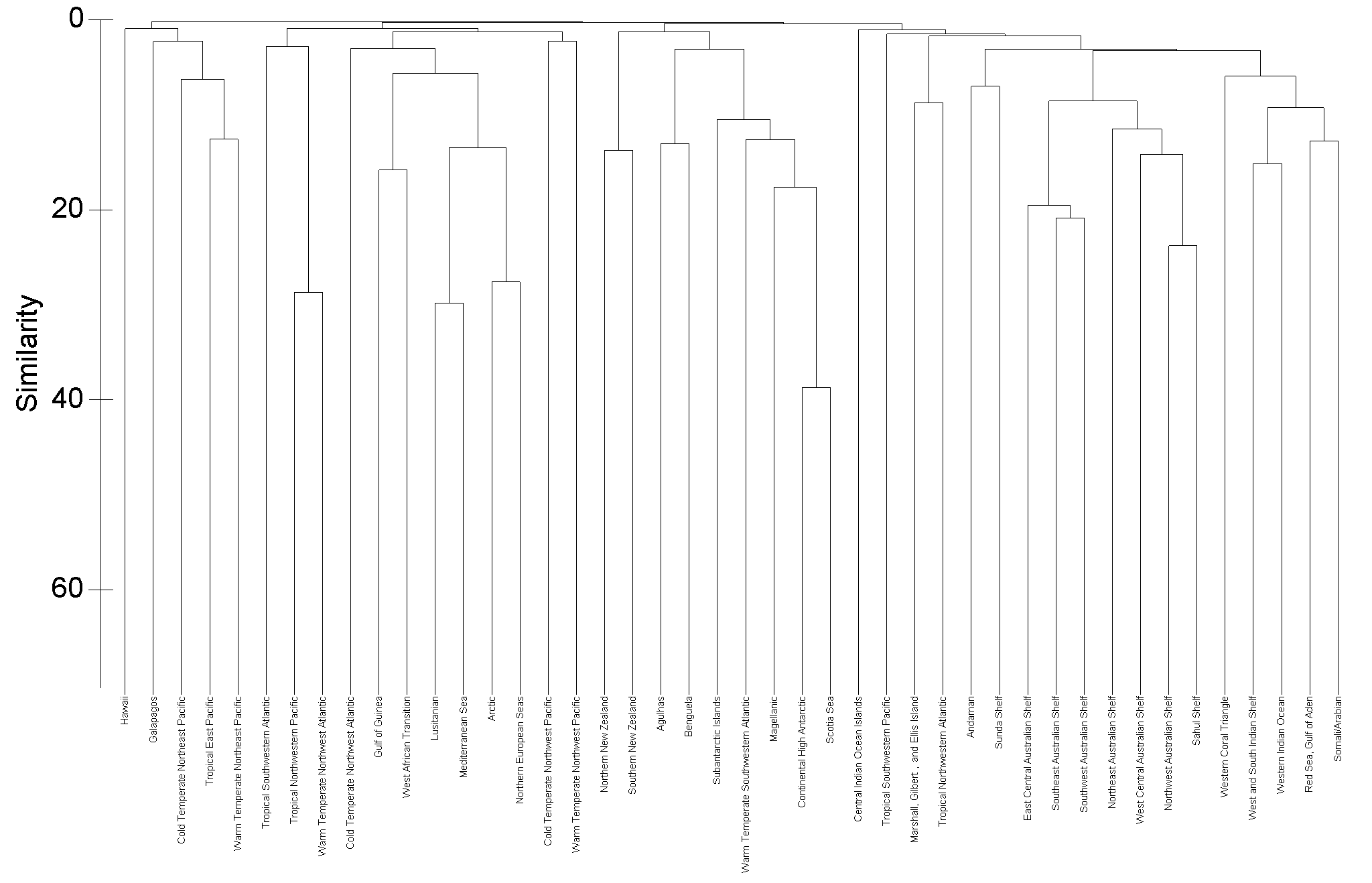
خروجی دندروگرام برای خوشه‌بندی سلسله مراتبی قلمروهای دریایی با استفاده از حضور/عدم حضور گونه‌های اسفنجی.

درخت زندگی. این درخت فیلوژنتیک در نتیجهٔ آنالیز Woese و همکارانش بدست آمده‌است. خطوط عمودی پایین نمایش دهندهٔ جهان‌نیای پایانی (LUCA).

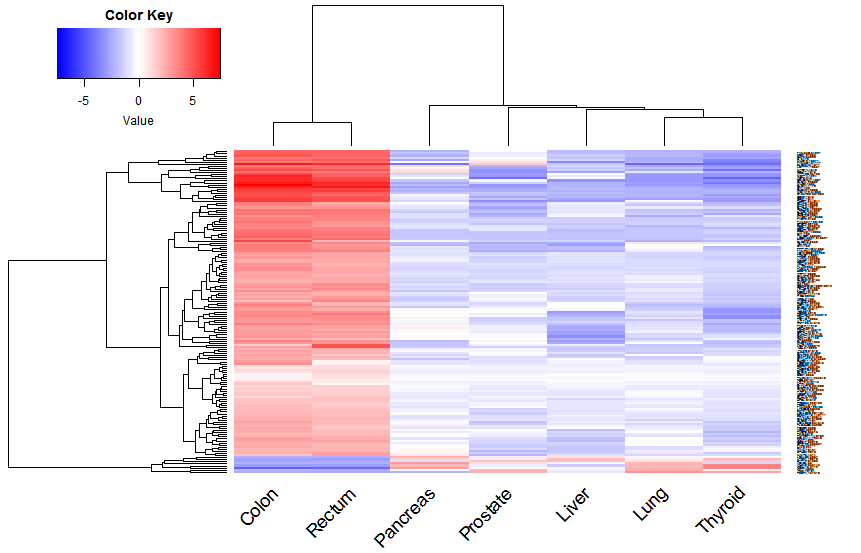
نقشه گرمایی توالی‌یابی آران‌ای داده نمایش‌دهندهٔ دو دندروگرام در حاشیهٔ چپ و بالا

دندروگرام (انگلیسی: Dendrogram) یک نمودار است که یک درخت را نشان می‌دهد. این نمایش نموداری به کرات در زمینه‌های مختلف مورد استفاده قرار می‌گیرد:
- در خوشه‌بندی سلسله مراتبی، ترتیب خوشه‌های تولید شده توسط تحلیل‌های مربوطه را نشان می‌دهد.
- در زیست‌شناسی محاسباتی، خوشه سازی ژنها یا نمونه‌ها را، گاهی در حاشیه‌های نقشه‌های گرمایی نشان می‌دهد.
- در فیلوژنتیک، روابط تکاملی بین تاکسون مختلف را به نمایش می‌گذارد. در این حالت، دندروگرام درخت فیلوژنتیک نامیده می‌شود.

## مثال خوشه‌بندی
برای یک مثال خوشه‌بندی، فرض کنید که پنج تاکسون {\displaystyle (a-e)} توسط روش جفت گروه بر اساس ماتریس فاصله‌های ژنتیکی خوشه‌بندی شده‌اند. خوشه‌بندی سلسله مراتبی یک ستون از پنج نود را نشان می‌دهد که نشان‌دهنده داده‌های اولیه هستند، و گره‌های باقیمانده، خوشه‌هایی را نشان می‌دهند که داده‌ها متعلق به آن هستند. فاصله بین خوشه‌های ادغام شده یکنواخت است و با سطح ادغام افزایش می‌یابد.